# Gayle Benson

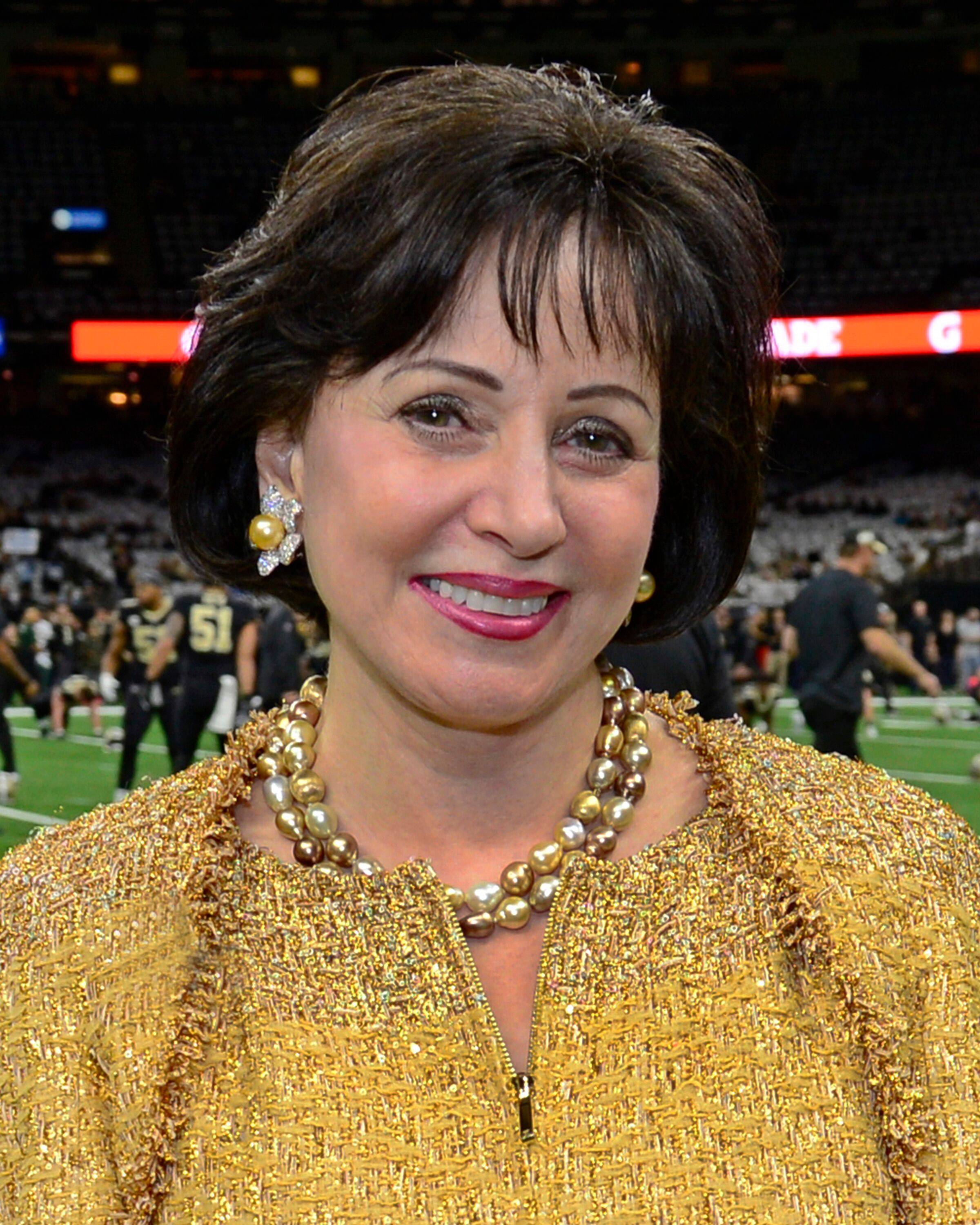
Gayle Benson (2019)

Gayle Marie LaJaunie Bird Benson (geboren am 26. Januar 1947) ist eine US-amerikanische Milliardärin, Geschäftsfrau und Eigentümerin von Sport-Franchises.

## Leben
Gayle Benson wurde als Gayle Marie LaJaunie geboren, als Tochter von Francis J. LaJaunie (1924–2010) und Marie Folse LaJaunie (1924–2010). Sie wuchs in Algiers, einem Stadtteil von New Orleans, auf und besuchte die Schulen St. Joseph, St. Anthony und Holy Name of Mary. Ihren Abschluss machte sie 1966 an der Martin Behrman High School in New Orleans.
Benson ist die erste Frau, die die Mehrheit der stimmberechtigten Anteile an einer NFL- und NBA-Franchise hält. Nach dem Tod ihres Mannes Tom Benson ist sie seit 2018 Haupteigentümerin der New Orleans Saints in der National Football League (NFL) und der New Orleans Pelicans in der National Basketball Association (NBA).

## Karriere
Benson begann ihre Karriere als Empfangsdame und Sekretärin, während sie sich mit Innenarchitektur beschäftigte, bevor sie mit ihrem zweiten Ehemann, Thomas „T-Bird“ Bird, Geschäfte kaufte und renovierte. Nach ihrer Scheidung führte Benson ein Innenausstattungsgeschäft namens Gayle Bird Interiors, Ltd. weiter. In den ersten zehn Jahren renovierten Gayle und Thomas Bird einhundert Häuser. Nach dem Tod von Thomas Bird wurde Benson Eigentümerin sowohl der New Orleans Saints als auch der New Orleans Pelicans.

### Engagement im Sport
Benson ist eine von zehn weiblichen NFL-Eigentümern, darunter Sheila Ford Hamp (Detroit Lions), Kim Pegula (Buffalo Bills), Carol Davis (Oakland Raiders), Denise DeBartolo York (San Francisco 49ers), Amy Adams Strunk (Tennessee Titans), Virginia Halas McCaskey (Chicago Bears), Janice McNair (Houston Texans), Jody Allen (Seattle Seahawks) und Dee Haslam (Cleveland Browns). Tom Benson hatte geplant, die stimmberechtigten Aktienanteile der New Orleans Saints und New Orleans Pelicans seiner Tochter Renee Benson, seinem Enkel Ryan Benson LeBlanc und seiner Enkelin Rita Benson LeBlanc zu vererben. Am 27. Dezember 2014 schrieb Tom Benson eine E-Mail an seine Tochter und seine beiden Enkelkinder, in der er erklärte, dass er „keinen weiteren Kontakt zu einem von euch“ wünsche. Gayle Benson wurde als seine Erbin eingesetzt.
Die Tochter und die Enkelkinder von Tom Benson reichten Klagen gegen seine Entscheidung ein, Gayle als Erbin einzusetzen, und stellten seine geistige Zurechnungsfähigkeit in Frage. Tom Benson wurde für geistig zurechnungsfähig befunden und durfte sein Testament dahingehend ändern, dass das Eigentum an den New Orleans Saints und den New Orleans Pelicans seiner Frau übertragen wurde.
Rodney Henry, ehemaliger persönlicher Assistent von Tom Benson, reichte eine Klage ein, in der er die New Orleans Saints und Gayle Benson des Rassismus und der Verletzung von Bundesarbeitsgesetzen beschuldigte. In der Klage wurde behauptet, Gayle Benson habe ihn aufgrund seiner Rasse mit Respektlosigkeit behandelt. Ein NFL-Schiedsgericht entschied in der Klage zugunsten Henrys und gegen die Saints und sprach ihm Überstundenvergütung, eine vertragliche Entschädigung für seine Entlassung und Anwaltskosten zu; dasselbe Schiedsgericht entschied jedoch gegen Henry in Bezug auf die Rassismusvorwürfe.
Im Juli 2017 wurde bekannt gegeben, dass Tom und Gayle Benson eine Vereinbarung zum Kauf eines Mehrheitsanteils an der Dixie Brewing Co. abgeschlossen hatten. Die Brauereianlage des Unternehmens war nach dem Hurrikan Katrina beschädigt und geschlossen worden. Am 7. August 2018 gab Benson zusammen mit der Bürgermeisterin von New Orleans, LaToya Cantrell, bekannt, dass die Dixie Brewery ein Vertriebszentrum im alten MacFrugal’s Distribution Center in New Orleans East eröffnen würde.
G M B Racing ist der Vollblut-Rennstall von Gayle Benson, die 2016 die Kentucky-Derby-Starter Mo Tom und Tom’s Ready und 2018 den Anwärter Lone Sailor besaß. Tom’s Ready war Mitte 2016 ein guter Sprinter und gewann sowohl die Grade 2 Woody Stephens Stakes in Belmont Park in Elmont, New York, als auch die Ack Ack Stakes in Churchill Downs in Kentucky.

## Privates
Benson war bereits dreimal verheiratet. In erster Ehe war sie ab 8. April 1967 mit Nace Anthony Salomone verheiratet, die 1972 geschieden und annulliert wurde. In zweiter Ehe wurde sie am 14. Februar 1977 in South Pass, Plaquemines Parish, Louisiana, mit Thomas „T-Bird“ Bird verheiratet, die am 25. Juni 1987 geschieden wurde.
In ihrer dritten Ehe heiratete Gayle am 29. Oktober 2004 in San Antonio, Texas, Tom Benson. Sie lernten sich in der St. Louis Cathedral in New Orleans bei einer Messe kennen. Sie waren bis zu seinem Tod im Jahr 2018 verheiratet.
Am 22. Oktober 2014 feierten Gayle Benson und ihr Ehemann ihr zehnjähriges Jubiläum, indem sie ihr Ehegelübde in der St. Louis Cathedral erneuerten.

## Sponsoring
Während ihrer Ehe finanzierten Gayle und Tom Benson den Bau des Gayle and Tom Benson Stadium an der University of the Incarnate Word in San Antonio, das am 1. September 2008 auf dem Campus eröffnet wurde.

## Ehrungen
Im Januar 2012 wurden Gayle Benson und ihr Ehemann von Papst Benedikt XVI. mit dem Orden Pro Ecclesia et Pontifice für ihre Verdienste um die katholische Kirche ausgezeichnet.